# 下村勇二
下村 勇二（しもむら ゆうじ、1973年 - ）は、日本の殺陣師、アクション監督、映画監督。

## 略歴
鹿児島県出身。倉田アクションクラブを経て、フリーのスタントマンとして活動。1996年、自身が監督した自主製作アクション映画『今宵は感無良ナイト』が第1回インディーズムービーフェスティバルにて受賞。グランプリ受賞者の北村龍平がスカラシップ作品として監督した『VERSUS』（01）にてアクション監督デビュー。その後、香港のアクション俳優兼監督のドニー・イェンに師事。現在ユーデンフレームワークスの代表を務め、映画・ゲーム・CMなど幅広いジャンルでアクションを演出。他に所属メンバーは、園村健介、川本耕史。自身の監督作品『デス・トランス』『RE:BORN (映画) 』主演の坂口拓とは自主映画時代からの20年以上もの旧友である。

## 参加作品

### アクション監督
- VERSUS（2001年）
- 無人島物語 〜BRQ〜（2001年）
- 地獄甲子園（2002年）
- ALIVE -アライブ-（2003年）
- 隠忍術〜しのび〜（2002年）
- 隠忍術〜しのび〜・弐（2002年）
- 隠忍術〜しのび〜・参（2003年）
- 隠忍術〜しのび〜・四（2003年）
- 巌流島 GANRYUJIMA（2003年）
- メシア〜伝えられし者たち〜（2003年）
- Bird's Eye　バーズ・アイ（2003年）
- D.P（2004年）
- 魁!!クロマティ高校/THE★MOVIE（2005年）
- SHINOBI -HEART UNDER BLADE-（2005年）
- 極楽町一丁目 嫁姑地獄篇（2008年10月、WOWOW）
- 激情版　エリートヤンキー三郎（2009年）
- 抜け忍（2009年）
- 忍邪（2010年）
- GANTZ（2011年）
- GANTZ PERFECT ANSWER（2011年）
- AVN/エイリアンvsニンジャ（2011年）
- 極道兵器（2011年）
- デッドボール（2011年）
- DOG×POLICE 純白の絆（2011年）
- Strangers 6（2012年1月 - WOWOW） - 日本ユニットのみ
- ラッキーセブン（2012年1月 - 3月、フジテレビ）
- 決闘の大地で ／The Warrior's Way（2012年日本公開）
- ラッキーセブンスペシャル（2013年1月3日放送、フジテレビ）
- 図書館戦争（2013年）
- MONSTERZ モンスターズ（2014年）
- ストレイヤーズ・クロニクル（2015年）
- 図書館戦争 ブック・オブ・メモリーズ（2015年10月5日放送、TBS）
- 図書館戦争 -THE LAST MISSION-（2015年）
- アイアムアヒーロー（2016年）
- いぬやしき（2018年）
- BLEACH 死神代行篇（2018年）
- キングダム（2019年）
- 任侠学園（2019年）
- 今際の国のアリス（2020年、Netflix）
- レッドアイズ 監視捜査班（2021年1月23日 - 3月27日、日本テレビ）
- キングダム2 遥かなる大地へ（2022年）
- 今際の国のアリス シーズン2（2022年、Netflix）
- キングダム 運命の炎（2023年）
- ゾン100～ゾンビになるまでにしたい100のこと～（2023年、Netflix）
- ゴールデンカムイ（2024年）
- キングダム 大将軍の帰還（2024年）

### スタント・アクションコーディネーター
- 修羅雪姫（2001年/スタントコーディネーター）
- リターナー（2002年/スタントコーディネーター）
- 荒神（2002年/スタントコーディネーター）
- MOON CHILD（2003年/スタントコーディネーター）
- どろろ（2007年/アクションコーディネーター）
- 導火線 FLASH POINT（2007年/スタントコーディネーター）
- モンキー・マジック 孫悟空誕生（2011年/スタントコーディネーター）
- カルテット（2011年1月 - 3月、毎日放送制作・TBS系列/アクションコーディネーター）
- A DAY of one HERO - 清水一希主演DVD（2011年/アクションコーディネーター）
- 潜入探偵トカゲ（2013年、TBS/アクションコーディネーター）
- 安堂ロイド〜A.I. knows LOVE?〜（2013年10月 - 12月、TBS/アクションコーディネーター）
- プラチナデータ（2013年/アクションコーディネーター）
- S -最後の警官-（2014年1月 - 3月、TBS/アクションコーディネーター）
- デイアンドナイト（2019年/アクションコーディネーター）
- 名探偵・明智小五郎（2019年3月30日・31日放送、テレビ朝日/アクションコーディネーター）

### 監督
- KACHOSAN／「愛と不思議と恐怖の物語 ウルチョラ・セブン」（2002年、関西テレビ）
- デス・トランス（2006年/脚本）
- AVY/宇宙人対極道【「AVN」スピンオフショートムービー】（2011年）
- HERO（2014年）
- RE:BORN（2017年）
- 狂武蔵（2020年）

### ゲーム
- 攻殻機動隊 STAND ALONE COMPLEX（2004年/アクションコーディネーター）
- ゼノサーガ エピソードII［善悪の彼岸］（2004年/アクションシーン監督）
- デビルメイクライ3（2005年/ムービーシーン監督）
- ゼノサーガ エピソードIII［ツァラトゥストラはかく語りき］（2006年/アクションシーン監督）
- 戦国無双2（2006年/オープニング・アクションシーン監督）
- デビルメイクライ4（2008年/ムービーシーン監督）
- BAYONETTA - ベヨネッタ（2009年/ムービーシーン監督）
- 真・三國無双 VS（2012年/オープニング・ムービーシーン監督）
- 討鬼伝（2013年/オープニング・ムービーシーン監督）
- モンスターハンター4（2013年/OPムービー・アクションコーディネーター）
- ベヨネッタ2（2014年/ムービーシーン監督）
- メタルギアソリッドV ファントムペイン（2015年/アクションコーディネーター）
- デビルメイクライ5（2019年/ムービーシーン監督）
- ベヨネッタ3（2022年/ムービーシーン監督）
- DEATH STRANDING 2 ON THE BEACH（2025年/アクション監督）

### ミュージックビデオ
- 太陽は知っている／ザ・キャプテンズ(2005年／アクション監督)
- 月影ロマンス／ザ・キャプテンズ(2006年／アクション監督)
- RETURNER〜闇の終焉〜／GACKT（2007年／アクション監督）
- 絶交門／仙台貨物(2008年／アクション監督)
- The Next Decade／GACKT（2009年／アクション監督）
- DIVE INTO THE MIRROR／defspiral（2010年／アクション監督）
- B.U.T(BE-AU-TY)／ 東方神起（2011年／アクション監督）
- Graffiti／GACKT（2011年／アクション監督）
- Show fight!／AKB48 フューチャーガールズ（2011年／アクション監督）
- 青春哀歌／仙台貨物（2013年／アクション監督)
- 熱愛発覚中／椎名林檎（2013年／アクション監督）
- 心にFlower／SKE48（2022年／アクション監督）

### その他
- ゴジラ FINAL WARS（2004年/ワイヤーワーク）
- ファンタスティポ（2005年/ワイヤーコーディネーター）

## 受賞
- ジャパンアクションアワード2013
  - ベストアクションコーディネーター 優秀賞：下村勇二「ラッキーセブン」[2]
- ジャパンアクションアワード2017
  - ベストアクション監督賞 最優秀賞：下村勇二「アイアムアヒーロー」[3]